# Tensoralgebra
In de abstracte algebra, een onderdeel van de wiskunde, is de tensoralgebra (synoniem: vrije algebra) een wiskundige structuur die een gegeven vectorruimte zodanig uitbreidt, dat de resulterende verzameling gesloten is onder het tensorproduct.

## Definitie
Zij {\displaystyle V} een vectorruimte over een lichaam/veld {\displaystyle K}. De tensoralgebra over {\displaystyle V} is de vectorruimte over {\displaystyle K} gedefinieerd door de oneindige directe som van vectorruimten
{\displaystyle T(V)=\bigoplus _{n=0}^{\infty }\bigotimes _{k=0}^{n}V=\bigoplus _{n=0}^{\infty }V^{\otimes n}}
waarin {\displaystyle V^{\otimes n}} het {\displaystyle n}-voudige tensorproduct van {\displaystyle V} met zichzelf is (in het bijzonder is {\displaystyle V^{\otimes 0}} gelijk aan {\displaystyle K} zelf, opgevat als vectorruimte over {\displaystyle K}). Op de tensoralgebra bestaat een unieke bilineaire afbeelding
{\displaystyle \otimes :T(V)\times T(V)\to T(V)}
die associatief is en die voor gewone vectoren samenvalt met het bekende tensorproduct.
Deze definitie kan zonder meer worden veralgemeend tot de situatie waarbij {\displaystyle K} slechts een commutatieve ring is (meestal wordt het bestaan van een eenheidselement geëist), en {\displaystyle V} een {\displaystyle K}-moduul.
{\displaystyle T(V)} is een associatieve algebra. Hij is niet noodzakelijk commutatief. Als de ring {\displaystyle K} een eenheidselement heeft (dus zeker als {\displaystyle K} een lichaam is), dan heeft {\displaystyle T(V)} een eenheidselement.

## Verwante begrippen
De uitwendige algebra over {\displaystyle V} is de oneindige directe som van alle antisymmetrische tensorproducten van {\displaystyle V} met zichzelf. Hij kan worden opgevat als de quotiëntalgebra van {\displaystyle T(V)} over het (tweezijdige) ideaal dat wordt voortgebracht door elementen van de vorm {\displaystyle u\otimes v+v\otimes u}.
De symmetrische algebra over {\displaystyle V} is de oneindige directe som van alle symmetrische tensorproducten van {\displaystyle V} met zichzelf. Hij kan worden opgevat als de quotiëntalgebra van {\displaystyle T(V)} over het ideaal dat wordt voortgebracht door elementen van de vorm {\displaystyle u\otimes v-v\otimes u}.